# Zoés Zauberschrank
Zoés Zauberschrank (Originaltitel: Chloes Closet) ist eine amerikanisch-britische Zeichentrickserie. Sie wurde vom französischen Animationsstudio MoonScoop in den USA und Großbritannien in 3D-CGI und Flashanimation erstellt. Die deutsche Erstausstrahlung fand 2010 im KiKa statt. Später wurde diese Serie von den Firmen Taffy Entertainment, Splash Entertainment und Mike Young Productions übernommen.
In jeder Folge schlüpfen Zoe und ihre Freunde in eine andere Rolle und tauchen ein in eine Phantasiewelt. Dort helfen sie dann den Bewohnern dieser Welt, meist mit einem kleinen Lied auf den Lippen. In jeder Episode wird ein anderes Problem gelöst und eine Lehre daraus gezogen. Die Bewohner der Phantasiewelten, seien es nun Drachen, Riesen oder der Wolf aus dem Märchen sind stets nette Zeitgenossen.

## Inhalt
Die Serie handelt von Zoé, einem vierjährigen Mädchen, das mit seinen Freunden in seinem Zimmer spielt. Nach kurzem Spiel öffnen sich die Türen ihres Kleiderschrankes und geben ein Kostüm frei, beispielsweise einen Astronautenanzug, ein Prinzessinenkostüm, einen Taucheranzug und mehr. Dieses bestimmt dann das Thema der jeweiligen Folge, beispielsweise eine Weltraumreise, eine Prinzessinengeschichte, ein Unterwasserabenteuer und mehr. Ständiger Begleiter von Zoé ist dabei ihre Kuschelente Quakquak (in der englischsprachigen Version Lovely Carrot). Oft sind auch der Roboterhund Wuff, der Frosch Soggi oder Plüscheule Huhugo (Hootie-Hoo) dabei. Sobald die jeweiligen Fantasiesequenzen beginnen, erwachen die Tiere zum Leben. Am Ende jeder Folge verlassen die Kinder die Traumwelt und finden sich in Zoés Zimmer wieder, wo Zoés Mutter oder Vater ins Zimmer kommen, und von Zoé das Erlebte geschildert bekommen.
In der Gestaltung haben die Kinder in dieser Serie stets einfarbige Augen mit ihrer individuellen Farbe. Wenn in den Folgen erwachsene Personen wie beispielsweise die Eltern von Zoe erscheinen, dann werden diese nicht vollständig bei ihrem Gesicht gezeigt. In den Sätzen, welche Zoe ausspricht, taucht in den meisten Folgen die Formulierung "in meiner Welt" auf. Den Namen Zoé trägt diese Hauptrolle nur in der deutschen Version dieser Serie, während sie in fast allen sprachlichen Versionen den Namen Chloé trägt, in der portugiesischen Version Clara und in der türkischen Version Damla genannt wird.

## Figuren
| Figur                                                   | Englischer Name        | Deutscher Synchronsprecher |
| ------------------------------------------------------- | ---------------------- | -------------------------- |
| Zoé: Die Hauptfigur, ein vierjähriges Mädchen           | Chloe Corbin           | Florentine Stein           |
| Finn: Zoés bester Freund, ein vierjähriger Junge        | James „Jet“ Horton     | Miro Ugur                  |
| Tanja: Zoés beste Freundin, ein vierjähriges Mädchen    | Tara Jansen            | Madelaine Etukudo          |
| Hamid: Freund von Zoé, ein vierjähriger Junge           | Riley Harris           | Lucca Bach                 |
| Yasemin: Freundin von Zoé, ein vierjähriges Mädchen     | Daniela „Danny“ Rylant | Luna Loogemann             |
| Lili: Freundin von Zoé, ein vierjähriges Mädchen        | Lillian „Lil“ McGwire  | Nelly Smodisch             |
| Max: Der zweijährige Bruder von Lili                    | Marcus „Mac“ McGwire   | Jesse Hoffmann             |
| Carla: Freundin von Zoé, vierjährig, ab zweiter Staffel | Carys Mozart           |                            |
| Wuff: Zoés Roboterspielhund                             | Wizz                   |                            |
| Soggi: Zoés Stofftier, ein Frosch                       | Soggy                  |                            |
| Quakquak: Zoés Lieblingsstofftier, eine Ente            | Lovely Carrot          | Susi Salm                  |
| Huhugo: Zoés Plüscheule                                 | Hootie-Hoo             |                            |
| Mama: Zoés Mutter                                       | Gina Corbin            | Gabriele Libbach           |
| Papa: Zoés Vater                                        | Paul Corbin            | Sascha Draeger             |

## Produktion und Veröffentlichung
Die Idee zur Serie stammt vom walisischen Kinderserienautor Mike Young, der sie nach Erlebnissen mit seiner vierjährigen Enkelin erschuf. Die Idee wurde 2008 von Ki.Ka und EFP aufgegriffen und sollte in deren Auftrag von einer Reihe von Studios umgesetzt werden. Die erste Staffel wurde von dem französischen Animationsstudio MoonScoop in den USA und Großbritannien in 3D-Computeranimation und Flashanimation erstellt. Später wurde diese Serie von den Firmen Taffy Entertainment, Splash Entertainment und Mike Young Productions übernommen. Bisher wurden von der Serie zwei Staffeln mit jeweils 52 Folgen zu 22 Minuten beziehungsweise 104 Episoden zu 11 Minuten produziert. Regie führte Jeff Gordon, Sarah Finn arbeitete das Konzept aus und die Drehbücher schrieben Douglas Wood, Scott Gray, Jill Cozza-Turner, Eberhard Naumann, Rochelle Perry, Eric Shaw und John Sinclair. Die Musik komponierten Riccardo Mulhall und Ian Nicholls. Für den Schnitt war Paulo Jorge Rodrigues Marques verantwortlich, für die künstlerische Leitung Yvonne Hennessy. 
Die deutsche Erstausstrahlung fand ab dem 19. April 2010 im KiKa statt. Die erste Staffel wurde am 10. Juni 2010 abgeschlossen. Die erste Ausstrahlung der zweiten Staffel folgte vom 10. Oktober bis zum 30. November 2014. Die deutsche Fassung wurde von Universal/Studio Hamburg veröffentlicht. Folge 1 bis 40 sind zu je fünf Folgen auf acht DVDs verteilt. Die Folgen der Staffel 2 (53–104) sind zu je 13 Folgen auf vier DVDs. Die Folgen 41 bis 52 fehlen. Alle Folgen finden sich auf der Homepage von KiKa. In den USA wurde die Serie erstmals ab dem 12. Juli 2010 gezeigt. Es folgten Ausstrahlungen und Veröffentlichungen im Vereinigten Königreich, Griechenland, Singapur, Spanien, in der Ukraine und in Brasilien.

## Liste der Episoden

### Staffel 1
| Nr. | Deutscher Titel            | Englischer Titel                 | Deutsche Erstausstrahlung |
| --- | -------------------------- | -------------------------------- | ------------------------- |
| 1.  | Eule mit Beule             | Bump In The Night                | 19.04.2010                |
| 2.  | Regenbogenrätsel           | Rainbow Riddle                   | 19.04.2010                |
| 3.  | Schatz Ahoi!               | Monkeys Of The Caribbean         | 20.04.2010                |
| 4.  | Die Farbe Rosa             | The Color Pink                   | 20.04.2010                |
| 5.  | Dschungelsafari            | Jet's Quest                      | 21.04.2010                |
| 6.  | Schneeflocken              | Getting To Snow You              | 21.04.2010                |
| 7.  | Das große Autorennen       | Breaking Away                    | 22.04.2010                |
| 8.  | Der Klang des Echos        | The Sound Of Echoes              | 22.04.2010                |
| 9.  | Verknotete Arme            | Eight Left Feet                  | 23.04.2010                |
| 10. | Sonniger Sonnentag         | Sun Daze                         | 23.04.2010                |
| 11. | Spuren im Sand             | Bump In The Sand                 | 26.04.2010                |
| 12. | Schweres leicht gemacht    | On The Right Track               | 26.04.2010                |
| 13. | Mal groß, mal klein        | Do Little, Do Big                | 27.04.2010                |
| 14. | Die Schnitzeljagdband      | Hey Hey He's A Monkey            | 27.04.2010                |
| 15. | Lila Fischlein             | Purple Like Me                   | 28.04.2010                |
| 16. | Supertolle Freunde         | Super Best Friends               | 28.04.2010                |
| 17. | Kleiner Indianerjunge      | Little Big Boy                   | 29.04.2010                |
| 18. | Backe, backe Kuchen        | Easy As Cake                     | 29.04.2010                |
| 19. | Spitzentanz                | Stay On Your Toes                | 30.04.2010                |
| 20. | Quietscheschuhe            | Big Shoes To Fill                | 30.04.2010                |
| 21. | Lauter grüne Daumen        | All Green Thumbs                 | 03.05.2010                |
| 22. | Tyrannosaurus Trex         | Tyrannosaurus Wrecks             | 03.05.2010                |
| 23. | Kleine Zahnfee             | Brushing Around                  | 04.05.2010                |
| 24. | Im Krikelkrakelland        | For Love Of Monet                | 04.05.2010                |
| 25. | Reise ins Märchenland      | Hairy Tale                       | 05.05.2010                |
| 26. | Die Jagd nach dem Ei       | Raiders Of The Lost Egg          | 05.05.2010                |
| 27. | Rettung im Schnee          | Best In Snow                     | 25.05.2010                |
| 28. | Biber am Fluss             | Leave It To The Beavers          | 25.05.2010                |
| 29. | Fleißige Handwerker        | In The Fix                       | 26.05.2010                |
| 30. | Zauberer in Not            | Follow The Castle's Brick Road   | 26.05.2010                |
| 31. | Torteneistanz              | Icing Escapades                  | 27.05.2010                |
| 32. | Das seltsame Päckchen      | Extra Special Delivery           | 27.05.2010                |
| 33. | Bücherschätze              | To Borrow, To Borrow             | 28.05.2010                |
| 34. | Fußballtricks              | Get Your Kicks                   | 28.05.2010                |
| 35. | Bei der Feuerwehr          | Smoke Alarmed                    | 31.05.2010                |
| 36. | Hopp, hopp, hopp im Galopp | These Boots Are Made For Jumping | 31.05.2010                |
| 37. | Krähen über Krähen         | Crowing Up                       | 01.06.2010                |
| 38. | Auf glattem Eis            | On Frozen Pond                   | 01.06.2010                |
| 39. | Der Bananendieb            | The Great Banana Caper           | 02.06.2010                |
| 40. | Kleine Cowboys             | The Good, The Bad And The Silly  | 02.06.2010                |
| 41. | Kikeriki mit Verspätung    | Clock A Doodle Doo               | 03.06.2010                |
| 42. | Fantastisches Spielzeug    | Those Wonderful Toys             | 03.06.2010                |
| 43. | Über den Wolken            | Try Away Home                    | 04.06.2010                |
| 44. | Hör genau zu               | Listen Up                        | 04.06.2010                |
| 45. | Schäfchen zählen           | Don't Fall A Sheep               | 07.06.2010                |
| 46. | Wasser, Sonne, Sand        | Blanky And A Net                 | 07.06.2010                |
| 47. | Unterwassermusik           | He's Got Rhythm                  | 08.06.2010                |
| 48. | Vierecke überall           | Ticket To Squaresville           | 08.06.2010                |
| 49. | Flamingo Flamenco          | Fancy Footwork                   | 09.06.2010                |
| 50. | In der Spielzeugfabrik     | No Bodys's Perfekt               | 09.06.2010                |
| 51. | Alter Hase, neuer Trick    | Old Rabbit, New Tricks           | 10.06.2010                |
| 52. | Popstars                   | Pre-School Musical               | 10.06.2010                |

### Staffel 2
| Nr. | Deutscher Titel                   | Englischer Titel                | Deutsche Erstausstrahlung |
| --- | --------------------------------- | ------------------------------- | ------------------------- |
| 1.  | Ein Tag wie beim Film             | We Ought To Be In Movies        | 10.10.2014                |
| 2.  | Jeder spielt auf seine Art        | A New Way To Play               | 11.10.2014                |
| 3.  | Die große Pyramide                | Amid The Pyramid                | 12.10.2014                |
| 4.  | Eier im Korb                      | Eggs In A Basket                | 13.10.2014                |
| 5.  | Die Marschkapelle                 | Banding Together                | 14.10.2014                |
| 6.  | Die schlafende Prinzessin         | The Sleeping Princess           | 15.10.2014                |
| 7.  | Kleine Bienen, große Bienen       | To Bee Or Not To Bee            | 16.10.2014                |
| 8.  | Die Pizza Party                   | Pizza Party                     | 17.10.2014                |
| 9.  | Wir gehen zelten                  | A-Camping We Will Go!           | 18.10.2014                |
| 10. | Schneller als ein Vogel Strauß    | Faster Than A Speeding          | 19.10.2014                |
| 11. | Ein Näschen für Tennis            | A Nose For Tennis               | 20.10.2014                |
| 12. | Ein mexikanisches Fest            | Fiesta                          | 21.10.2014                |
| 13. | Der große, freundliche Wolf       | The Big Friedly Wolf            | 22.10.2014                |
| 14. | Hip Hop Hurra                     | Hip Hop Hijinks                 | 23.10.2014                |
| 15. | Fabelhafte Mode                   | Fashion Fantasy                 | 24.10.2014                |
| 16. | Der Fang des Tages                | Catch Of The Day                | 25.10.2014                |
| 17. | Auf dem Jahrmarkt                 | I Scream For Ice Cream          | 26.10.2014                |
| 18. | Ein Drache weiß nicht weiter      | The Tale Of The Mixed-Up Dragon | 27.10.2014                |
| 19. | Besser sehen ist besser           | Seeing Is Believing             | 28.10.2014                |
| 20. | Der Schatz des Sprechenden Berges | The Treasure Of Talky Mountain  | 29.10.2014                |
| 21. | Schildkröten angeln               | Turtle Fishing                  | 30.10.2014                |
| 22. | Eine super klebrige Angelegenheit | A Super Sticky Situation        | 31.10.2014                |
| 23. | Pferdeseiltanz                    | Horse On A Wire                 | 01.11.2014                |
| 24. | Ein Riesen Problem                | A Giant Problem                 | 02.11.2014                |
| 25. | Indische Freunde                  | Musical Chairs                  | 03.11.2014                |
| 26. | Party bei den drei Schweinchen    | Three Pigs’ Party               | 04.11.2014                |
| 27. | Konichiwa, Zoé!                   | Konichiwa, Chloe                | 05.11.2014                |
| 28. | Tanz, Leprechaun, tanz            | Dance, Leprechaun, Dance        | 06.11.2014                |
| 29. | Die Kunst einen Freund zu finden  | The Art Of Making Friends       | 07.11.2014                |
| 30. | In der Steinzeit                  | Stone Age Story                 | 08.11.2014                |
| 31. | Der magische Feenstaub            | A Magical Dust Up               | 09.11.2014                |
| 32. | Ein Gaucho mit Flügeln            | Winged Rider                    | 10.11.2014                |
| 33. | Die Famosen Fliegenden Vier       | The High Flying Four            | 11.11.2014                |
| 34. | Warten auf das Nordlicht          | Turn On The Lights              | 12.11.2014                |
| 35. | Der Spaßwettlauf                  | Run For Fun                     | 13.11.2014                |
| 36. | Zaubertulpen                      | Flower Power                    | 14.11.2014                |
| 37. | Die Pandas und der Spielverderber | Grouchy Pandas, Giggling Dragon | 15.11.2014                |
| 38. | Großartige Ideen                  | We Figured It Out               | 16.11.2014                |
| 39. | Moltebeerenkuchen                 | Cloudberry Cakes                | 17.11.2014                |
| 40. | Wunderschöner Schmetterling       | Beautiful Butterfly             | 18.11.2014                |
| 41. | Singen im Meer                    | Singing At Sea                  | 19.11.2014                |
| 42. | Ein ganz besonderes Lied          | Sing A Special Song             | 20.11.2014                |
| 43. | Der verlorene Stern               | Twinkle, Twinkle, Missing Star  | 21.11.2014                |
| 44. | Tanz Samba mit mir                | Samba Success                   | 22.11.2014                |
| 45. | Wo tut es denn weh?               | Sinnie’s Boo-Boo                | 23.11.2014                |
| 46. | Alles braucht seine Zeit          | Root Awakening                  | 24.11.2014                |
| 47. | Seltene Tierfotos                 | Forest Photo Fun                | 25.11.2014                |
| 48. | Eilige Lieferung                  | Chugga Chugga, Choo Choo        | 26.11.2014                |
| 49. | Camp Zoé                          | Camp Chloe                      | 27.11.2014                |
| 50. | Begabte Ballerinas                | Budding Ballerinas              | 28.11.2014                |
| 51. | Was Clowns alles können           | Clowning Around                 | 29.11.2014                |
| 52. | Der Geburtstag der Prinzessin     | Princess Party                  | 30.11.2014                |